# مرفأ أرواد
مرفأ أرواد أو ميناء أرواد هو مرفأ ساحليٌّ يقع في جزيرة أرواد قبالة سواحل طرطوس شمال غرب سوريا. اشتهر المرفأ منذ القدم أيام الفينقيين الذين اتخذوه مركزاً تجارياً، وهو يستقبل الزوار بكثرة ويستخدم في صناعة السفن.
يرتبط مرفأ أرواد بشكل رئيسيّ بالحركة الملاحية مع مرفأ طرطوس، حيث يستقبل عادةً زوارق الزوار والسياح الصغيرة التي تستغرق حوالي نصف ساعة لقطع المسافة بين المرفئين. يشمل المرفأ مكسرين، المكسر الرئيسي الشمالي الذي يبلغ طوله 475 متراً، والمكسر الثانوي الجنوبي الذي يبلغ طوله 115 متراً، ويمتدُّ بحذائهما رصيفانِ لتحميل الركاب والبضائع، الأول بطول 80 متراً والثاني 50 متراً. وقد أخذ بناؤه سنة ونصف السنة. كان يشيع صيد الإسفنج منه، حيث يبحر سكان الجزيرة ويغطسون حتى أعماق تتراوح بين 12 و45 متراً لجلبه.
ثمَّة مرفآن صغيران منفصلان في الجزيرة، حيث يفصل بينهما مكسر يسميه الأهالي السنسول شرق أرواد. المرفأ الجنوبي أو الجرينة، كان يستخدم لجمع الأصداف قديماً أيام الفينقيّين، حيث كانت تستخرج منها صبغة أرجوانية اللّون، وقد باتَ معظمه مغموراً بالمياه اليوم. وأما الشمالي فقد كان قديماً وحتى زمن غير بعيد «مزلقاناً» يستعمل لرفع وإنزال السفن إلى البحر، إلا أن الميناء الجديد أقيم فوقه وطمس معالمه القديمة، وتم حديثاً نقل منشآت صناعة وصيانة السفن إليه.
اشتهر سكان جزيرة أرواد على زمن الحضارة الفينيقية بمهارتهم في الملاحة، حيث كان لهم دورٌ هامٌّ وبارزٌ في الأسطول الفينيقي واشترك ملاّحوها بعددٍ من المعارك البحرية القديمة، وقد كان شعار مدينتهم وصورة عملتهم الأولى سفينة فينيقية.